# Елайджа Літана
Елайджа Літана (англ. Elijah Litana, нар. 5 грудня 1970) — замбійський футболіст, що грав на позиції захисника, зокрема за саудівський «Аль-Гіляль», а також за національну збірну Замбії.

## Клубна кар'єра
У 1993—1994 грав на батьківщині за команду «Роан Юнайтед».
1994 року перейшов до клубу «Аль-Гіляль», кольори якого захищав до 2000 року.

## Виступи за збірну
1993 року дебютував в офіційних матчах у складі національної збірної Замбії.
У складі збірної був учасником чотирьох розіграшів Кубка африканських націй — 1994 року в Тунісі, де разом з командою здобув «срібло», 1996 року в ПАР, на якому Замбія здобула бронзові нагороди, 1998 року в Буркіна Фасо, а також 2000 року в Гані та Нігерії.
Загалом протягом восьмирічної кар'єри в національній команді провів у її формі 31 матч, забивши 2 голи.

## Титули і досягнення
- Срібний призер Кубка африканських націй: 1994
- Бронзовий призер Кубка африканських націй: 1996